# Løkenfeltet
Løkenfeltet is een plaats in de Noorse gemeente Nannestad, fylke Akershus. Løkenfeltet telt 575 inwoners (2007) en heeft een oppervlakte van 0,53 km².